# TOKYOプリンセス・オブ・プリンセス王座
プリンセス・オブ・プリンセス王座は、東京女子プロレスが管理、認定している王座。

## 歴史
2015年10月12日、シングル王座（王座名未定）を創設し、「12月12日の春日部ふれあいキューブ大会終了時点での王座決定戦の出場権利証保持者」と「11月7日のラジアントホール大会での時間差入場バトルロイヤル優勝者」との間で初代王者決定戦を行うことが発表された。
2016年1月3日、王座名がTOKYOプリンセス・オブ・プリンセス王座になったことを発表。1月4日の後楽園ホール大会で時間差入場バトルロイヤル勝者の中島翔子と、出場権利書所持者の山下実優との間で初代王座があらそわれ、勝利した山下が初代王者になった。
2019年7月16日、王座名をプリンセス・オブ・プリンセス王座に変更。チャンピオンベルトも新調され、9月1日のエディオンアリーナ大阪第2競技場大会での選手権試合から使用されている。

## 歴代王者
| 歴代   | 選手     | 戴冠回数 | 防衛回数 | 獲得日付      | 獲得場所 （対戦相手・その他） | 出典        |
| ------ | -------- | -------- | -------- | ------------- | ----------------------------- | ----------- |
| 初代   | 山下実優 | 1        | 2        | 2016年1月4日  | 後楽園ホール 中島翔子         | [ 7 ] [ 8 ] |
| 第2代  | 優宇     | 1        | 4        | 2016年9月22日 | 新宿FACE                      | [ 9 ]       |
| 第3代  | 坂崎ユカ | 1        | 0        | 2017年6月4日  | 新宿FACE                      | [ 10 ]      |
| 第4代  | 才木玲佳 | 1        | 2        | 2017年8月26日 | 後楽園ホール                  | [ 11 ]      |
| 第5代  | 山下実優 | 2        | 10       | 2018年1月4日  | 後楽園ホール                  | [ 12 ]      |
| 第6代  | 中島翔子 | 1        | 3        | 2019年5月3日  | 後楽園ホール                  | [ 13 ]      |
| 第7代  | 坂崎ユカ | 2        | 4        | 2019年11月3日 | 両国国技館                    | [ 14 ]      |
| 第8代  | 辰巳リカ | 1        | 2        | 2021年1月4日  | 後楽園ホール                  | [ 15 ]      |
| 第9代  | 山下実優 | 3        | 4        | 2021年5月4日  | 後楽園ホール                  | [ 16 ]      |
| 第10代 | 中島翔子 | 2        | 4        | 2022年3月19日 | 両国国技館                    | [ 17 ]      |
| 第11代 | 坂崎ユカ | 3        | 2        | 2022年10月9日 | TOKYO DOME CITY HALL          | [ 18 ]      |
| 第12代 | 瑞希     | 1        | 3        | 2023年3月18日 | 有明コロシアム                | [ 19 ]      |
| 第13代 | 山下実優 | 4        | 3        | 2023年10月9日 | 東京たま未来メッセ            | [ 20 ]      |
| 第14代 | 渡辺未詩 | 1        | 5        | 2024年3月31日 | 両国国技館                    | [ 21 ]      |
| 第15代 | 瑞希     | 2        | 3        | 2025年1月4日  | 後楽園ホール                  | [ 22 ]      |